# Parableta callosa
Parableta callosa är en insektsart som beskrevs av Piza Jr. 1981. Parableta callosa ingår i släktet Parableta och familjen vårtbitare. Inga underarter finns listade i Catalogue of Life.